# Teuchophorus minutulus
Teuchophorus minutulus är en tvåvingeart som först beskrevs av Vanschuytbroeck 1951.  Teuchophorus minutulus ingår i släktet Teuchophorus och familjen styltflugor.
Artens utbredningsområde är Kongo. Inga underarter finns listade i Catalogue of Life.